# Luigi Marchione
Luigi Silvio Marchione (Pescosolido, 11 gennaio 1957) è uno scenografo italiano.

## Biografia

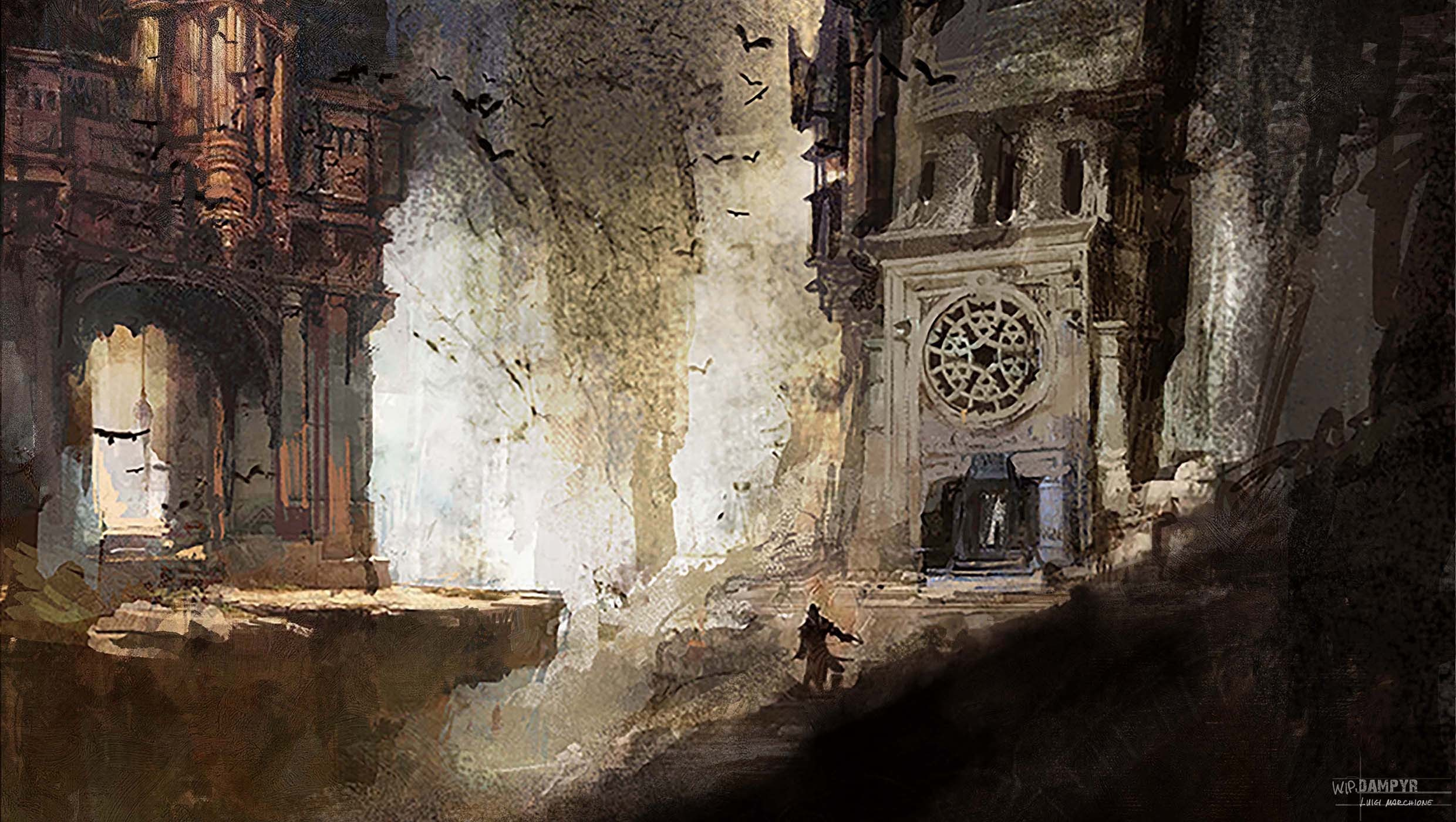
Luigi Marchione.Sketch for film DAMPYR

Production e visual designer.,a iniziato il suo percorso artistico nel Cinema e nel Teatro, collaborando con Franco Zeffirelli:  In Italia ha avuto sodalizi con Alessandro D'Alatri, Carlo Verdone, Marcello Cesena, ed altri. Per la sua formazione artistica è stato determinante l'incontro con Ermanno Olmi per il quale ha curato le scenografia dei film Il mestiere delle armi e Cantando dietro i paraventi. Per entrambi i film è stato premiato con il David di Donatello ed il Nastro d'argento.
Ha trascorso diversi anni in UK collaborando con i registi Peter Webber e Mick Davis. Per Ridley Scott, Guy Ritchie e Kenneth Branagh, ha collaborato alla visualizzazione di progetti che gli sono valsi riconoscimenti internazionali.

## Filmografia
- La luna (1979), regia di Bernardo Bertolucci, (assistente direttore artistico) (con il nome Luigi Silvio Marchione)
- Il prezzo del successo (1983), regia di Peter Sasdy, (arredatore set)
- Un bambino di nome Gesù (1987), Tv, regia di Franco Rossi, (assistente arredatore)
- Dancers (1987), regia di Herbert Ross, (architetto-scenografo)
- Stradivari (1988), regia di Giacomo Battiato, (Art Director)
- Una vita scellerata (1990), regia di Giacomo Battiato, (Art Director)
- Cortesie per gli ospiti (1990), regia di Paul Schrader, (architetto-scenografo)
- Monteriano - dove gli angeli non osano metter piede (1991), regia di Charles Sturridge, (architetto-scenografo)
- Voyage, regia di John Mackenzie - film TV  (1993)
- Desideria e l'anello del drago (1994), miniserie televisiva, regia di Lamberto Bava, (scenografo)
- Peggio di così si muore (1995), regia di Marcello Cesena, (arredatore)
- In fondo al cuore (miniserie televisiva)In fondo al cuore (1997), Tv, regia di Luigi Perelli, (scenografo)
- Nei secoli dei secoli (1997), Tv, regia di Marcello Cesena, (scenografo)
- Doppio segreto (1998), miniserie televisiva, regia di Marcello Cesena, (scenografo)
- L'amore era una cosa meravigliosa (1999), regia di Paolo Costella, ( scenografo)
- Tutti gli uomini del deficiente (1999), regia di Paolo Costella, (scenografo)
- Il mestiere delle armi (2001), regia di Ermanno Olmi, (scenografo e arredatore)
- Il derviscio (2001), regia di Alberto Rondalli, ( scenografo)
- Pier Paolo Pasolini e la ragione di un sogno (2002), regia di Laura Betti e Paolo Costella, (scenografo)
- Cantando dietro i paraventi (2003), regia di Ermanno Olmi, (scenografo)
- Colori dell'anima I - Modigliani (2004), regia di Mick Davis, (architetto-scenografo)
- Cime tempestose (2004), Tv, regia di Fabrizio Costa, (scenografo)
- La febbre (2005), regia di Alessandro D'Alatri, (scenografo)
- Quale amore (2006), regia di Maurizio Sciarra, (scenografo)
- Commediasexi (2008), regia di Alessandro D'Alatri, (scenografo)
- Grande, grosso e... Verdone (2008), regia di Carlo Verdone, (scenografo)
- Amore che vieni, amore che vai (2008), regia di Daniele Costantini, (scenografo)
- Io, loro e Lara (2009), regia di Carlo Verdone, (scenografo)
- La mia casa è piena di specchi (2010), miniserie televisiva, regia di Vittorio Sindoni, (scenografo)
- Anna e i cinque (2011), serie televisiva, regia di Franco Amurri, (scenografo) (6 episodi)
- Posti in piedi in paradiso (2012), regia di Carlo Verdone, (scenografo)
- The Huntsman Winter's War  (2012), regia di Cedric Nicolas-Troyan, (Art Director)
- Dracula Untold(2014), regia di Gary Shore, (Art Director)
- Exodus  Gods and Kings(2014), regia di Ridley Scott, (Art Director)
- Posti in piedi in paradiso (2012), regia di Carlo Verdone, (scenografo)
- Posti in piedi in paradiso (2012), regia di Carlo Verdone, (scenografo)
- King Arthur :Legend of the sword (2017), regia di Guy Ritchie, (Art Director)
- Murder on the Orient Express (2017), regia di Kenneth Branagh, (Concept Artist)
- Kingdoms of fire  (2019), regia di Kenneth Branaghr, (Concept Artist)
- Artemis Fowl (2020), regia di Peter Webber, (scenografo)
- Death on the Nile  (2022), regia di Kenneth Branagh, (Concept Artist)
- Dampyr  (2022), regia di Riccardo Chemello, (scenografo)
- Denti da squalo  (2023), regia di Davide Gentile, (scenografo)

## Riconoscimenti
- Film MURDER ON THE ORIENT EXPRESS
- Nominated Projects ADG 2006 as Concept Artist(nominated)
- film MODIGLIANI
- Premio Satellide Award 2005 as Supervising Art Director  (nominated)
- film LA FEBBRE
- Premio Dante Ferretti.Italian Film Festival 2006
- Premio 35mm (nominated)
- Nastro d'argento alla migliore scenografia 2006(nominated)
- film IL MESTIERE DELLE ARMI
- Nastro d'argento alla migliore scenografia 2004
- David di Donatello per il miglior scenografo 2004
- Capitello d'oro come il miglior scenografo 2004
- film CANTANDO DIETRO I PARAVENTI:
  - Nastro d'argento alla migliore scenografia 2004
  - David di Donatello come il miglior scenografo 2004
  - Comunicazione ed Arte 2004
  - Capitello d'oro come il miglior scenografo 2004
  - Diamanti al cinema.Venezia 2004
  - Ciak d'oro alla migliore scenografia 2004 (nominated)